# Maculinea
Maculinea is een geslacht van vlinders uit de familie Lycaenidae (kleine pages, vuurvlinders en blauwtjes).

## Soorten
- Maculinea alcon (Denis & Schiffermüller, 1775) - Gentiaanblauwtje
- Maculinea arion (Linnaeus, 1758) - Tijmblauwtje
- Maculinea amurensis (Tutt, 1914)
- Maculinea nausithous (Bergsträsser, 1779) - Donker pimpernelblauwtje
- Maculinea rebeli (Hirschke, 1904) - Berggentiaanblauwtje
- Maculinea teleius (Bergsträsser, 1779) - Pimpernelblauwtje